# Polyodaspis zufitarsis
Polyodaspis zufitarsis är en tvåvingeart som först beskrevs av Becker 1914.  Polyodaspis zufitarsis ingår i släktet Polyodaspis och familjen fritflugor. Inga underarter finns listade i Catalogue of Life.